# James M. Gavin
James Maurice "Jumpin' Jim" Gavin (nasceu como James Nally Ryan; Nova Iorque, 22 de março de 1907 – Baltimore, 23 de fevereiro de 1990) chegou ao posto de tenente-general no Exército dos Estados Unidos. Foi o terceiro comandante geral (CG) da 82ª Divisão Aerotransportada durante a Segunda Guerra Mundial. Foi também chamado de "O General Saltador", por causa de sua prática em tomar parte nos saltos de para-quedas junto aos seus comandados.
Gavin foi o mais jovem major-general comandando uma divisão durante a Segunda Guerra Mundial. Durante o combate, ele ficou conhecido pelo costume de levar um fuzil M1 Garand, ao invés das tradicionais pistolas transportadas pelos oficiais.
Gavin saltou em todas as campanhas que a  82ª Divisão se envolveu durante a guerra, desde a operação tocha até a invasão do terceiro reich, o que lhe rendeu uma rica experiência e conhecimento do combate.
Seus homens tinham por ele grande respeito e o chamavam também de "Slim Jim", devido à sua figura atlética. Gavin lutou contra a segregação racial no Exército dos Estados Unidos, o que rendeu-lhe alguma notoriedade. 
Entre as suas condecorações estão: a Cruz de Serviços Distintos com a Folha de Carvalho, a Medalha de Serviços Distintos, a Estrela de Prata e o Coração Púrpura. Ele também foi agraciado com a Ordem de Serviços Distintos britânica, entregue pelo marechal Montgomery.
Suas memórias durante a guerra foram escritas em dois volumes originalmente em 1976, tendo sido traduzidos e publicados no Brasil pela Biblioteca do Exército em 1982.